# La Folie des hommes (film, 1931)
Pour l’article homonyme, voir La Folie des hommes.

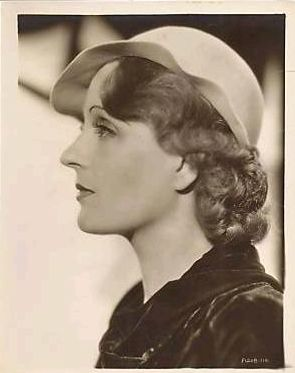
Photo promotionnelle de Juliette Compton pour le film.

 La Folie des hommes (Rich Man's Folly) est un film américain réalisé par John Cromwell, sorti en 1931.
C'est une adaptation du roman Dombey et Fils de Charles Dickens, premier long métrage d'Hollywood adaptant une de ses œuvres.

## Fiche technique
- Réalisation : John Cromwell
- Scénario : Edward E. Paramore Jr., Grover Jones d'après Dombey et Fils de Charles Dickens
- Photographie : David Abel
- Montage : George Nichols Jr.
- Musique : Herman Hand, W. Franke Harling, Bernhard Kaun, Rudolph G. Kopp, John Leipold, Oscar Potoker
- Production : Paramount Pictures
- Durée : 80 minutes
- Date de sortie : 14 novembre 1931

## Distribution
- George Bancroft : Brock Trumbull
- Frances Dee : Ann Trumbull
- Robert Ames : Joe Warren
- Juliette Compton : Paula Norcross
- David Durand : Brock Junior
- Dorothy Peterson : Katherine Trumbull
- Harry Allen : McWylie
- Gilbert Emery : Kincaid
- Guy Oliver : Dayton
- Anne Shirley : Anne enfant
- George MacFarlane : Marston